# Héribald (évêque d'Uzès)
Pour les articles homonymes, voir Héribald.
Héribald ou Éribald ou Aribald, 19e évêque d'Uzès, épiscopat de 994 à 1030.

## Chronologie
| 994.  | Il assiste au concile d'Anse (Lyonnais).                                             |
| 1004. | Il assiste à une assemblée de prélats et de seigneurs tenue à l'abbaye de Psalmodie. |
| 1010. | Il assiste à une autre assemblée tenue à Urgell.                                     |
| 1020. | Il est mentionné dans une lettre du pape Benoît VIII.                                |
| 1025. | Il assiste à un deuxième concile d'Anse.                                             |